# Бела чиопа
Бела чиопа (лат. Tachymarptis melba; претходно позната као лат. Apus melba) врста је чиопе. Име рода је стгрч. takhus, "брз" и стгрч. marptis, "отимач". Специјски део имена melba нема познато објашњење.
Бела чиопа гнезди се на планинама јужне Европе па све до Хималаја. Као и црна чиопа, она је птица селица и зимске месеце проводи у јужној Африци.
Чиопе имају јако кратке ноге које користе за пузање уз вертикалне површине. Никада својевољно не седе на хоризонталној површини. Већину живота проводе у ваздуху, хранећи се инсектима које хватају својим кљуновима. Воду пију у лету. Бела чиопа може остати у ваздуху и по неколико месеци.

## Опис и биологија
Бела чиопа је наизглед јако слична сеоској ласти или градској ласти, ипак није ни близу сродна птицама певачицама којима припадају ласте. Сличност чиопа и ласта је због конвергентне еволуције узроковане сличним екологијама ових двеју породица птица.
Чиопа има јако кратке ноге којима се једино може кретати по вертикалној подлози. Име рода Apus је латинско име за чиопу, мада је у античко време сматрана врстом ласте без ногу (од стгрч. α, а, "без" и стгрч. πούς, поус, "стопало"). Никада својевољно не седе на хоризонталној површини.
Бела чиопа гнезди се на планинама јужне Европе па све до Хималаја. Као и црна чиопа, она је птица селица и зимске месеце проводи у јужној Африци. Она лута у широком појасу у периоду миграције и регуларно се срећу у већем делу јужне Европе и Азије. Врста је била шире распрострањења током последњег периода глацијације, са великим гнездећим колонијама, као у пећини број 16 из Бугарске у касном плеистоцену пре око 18.000–40.000 година, и у пећини Коморова у близини града Ченстохова у Пољској пре око 20.000–40.000 years ago.
Ова чиопа гради гнездо у колонијама у пупама на погодним литицама или пећинама, где полаже два или три јаја. Чиопа се сваке године враћа на своја гнезда, по потреби га обнавља, а партнера бира за живот (моногамна врста). Младе чиопе могу смањити своју телесну температуру и постати троме уколико временски услови онемогућавају њихове родитеље да лове инсекте. Адаптиране су добро на услове у урбаним срединама, где се понекад гнезде на старим зградама у градовима на Медитерану. У Србији се ова врста среће на 8 издвојених локација источне и западне Србије. Процењена величина популације је од 80-100 парова. Популациони тренд се сматра стабилним.
Бела чиопа се лако разликује од црне чиопе због величине и њеном белом стомаку и гуши. Оне су скоро дупло веће од свих чиопа које се гнезде у њиховом ареалу распрострањења. Тело је дугачко 20 до 23 центиметра, са распоном крила око 57 центиметара и масом око 100 грама. Тело је углавном тамнобраон боје, са белим вратом који је тамном огрлицом одвојен од белог стомака. Млада птица је слична одраслој јединки, с тим да је перје светлије на врховима.
У поређењу са црном чиопом која има распон крила око 42 центиметра, јасно је да је бела чиопа значајно већа. Као и остале чиопе, ова врста има рачваст и усечен реп и дугачка српаста крила која подсећају на бумеранг. Њихов лет је спорији и јачи од осталих припадника фамилије правих чиопа, а оглашавају се дубоким пиштањем.

## Живот на крилима
Alpine swifts spend most of their lives in the air, living on the insects they catch in their beaks. They drink on the wing, but roost on vertical cliffs or walls. A study published in 2013 showed Alpine swifts can spend over six months flying without having to land. All vital physiological processes, including sleep, can be performed while on air.
Године 2011, Феликс Лехти и колеге из Семпах опсерваторије птица (Швајцарски орнитолошки институт) су окачили локаторе на шест белих чиопа како би пратили кретање и открили да птице остају и по 200 дана у ваздуху без слетања.